# Glena cognataria
Glena cognataria là một loài bướm đêm trong họ Geometridae.